# Szczerbaki (obwód omski)
Szczerbaki (ros. Щербаки) – wieś (sieło) w Rosji, w obwodzie omskim, w rejonie sargackim. W 2010 liczyła 752 mieszkańców.